# Завод паливних присадок в Хосе
Завод паливних присадок в Хосе – венесуельське підприємство з випуску високооктанових паливних присадок.
Завод Super Octanos, розташований за пару десятків кілометрів на захід від Пуерто-ла-Крус, ввели в експлуатацію у 1991 році. Його власниками були національна нафтова компанія Petroleos de Venezuela SA (PDVSA), італійський енергетичний гігант Eni (по 49%) та Venezuelan Mercantil Bank (2%).
Підприємство могло випускати 527 тисяч тон метилтретинного бутилового етеру (MTBE), котрий отримували шляхом реакції метанолу з ізобутиленом. Останній частково надходив з належного PDVSA фракціонатора Хосе, проте в основному продукувався Super Octanos на установці дегідрогенізації ізобутана потужністю 315 тисяч тон на рік. Ізобутан перед тим виробляли тут же шляхом ізомеризації бутану. Станом на початок 2000-х фракціонатор в Хосе щодобово постачав на Super Octanos 2 тисячі барелів ізобутану та 12,5 тисяч барелів бутану.
В середині 2000-х на гловному експортному ринку – в США – заборонили використання MTBE. Як наслідок, на заводі провели модернізацію, котра дозволила йому також випускати іншу високооктанову присадку – ізооктан (можливо відзначити, що подібним же чином діяли й на кількох інших підприємствах у західній півкулі, наприклад, в канадському Едмонтоні).
У відповідності до сайту компанії Super Octanos, її потужність по ізооктану становить 375 тисяч тон, по MTBE – 580 тисяч тон.